# Arenga longipes
Arenga longipes là loài thực vật có hoa thuộc họ Arecaceae. Loài này được Mogea mô tả khoa học đầu tiên năm 2004.